# علی اعطا
علی اعطا معمار و روزنامه‌نگار، فعال سیاسی اصلاح‌طلب و عضو هیئت رئیسه و سخنگوی شورای اسلامی شهر تهران و ری و تجریش، در دوره پنجم بوده است. او‌ در کمیسیون معماری و شهرسازی و همچنین کمیسیون نظارت و حقوقی عضویت داشته است. او دارای درجه دکتری تخصصی معماری است.  علی اعطا فرزند محمد اعطا از شهدای جنگ تحمیلی در اهواز است. او صاحب امتیاز و مدیر مسئول رسانه روزن آنلاین است.

## سوابق
علی اعطا در دولت یازدهم با وزارت راه و شهرسازی همکاری داشته‌است. او طی حکمی از سوی پیروز حناچی معاون وزیر و دبیر وقت شورای‌عالی شهرسازی و معماری ایران در اردیبهشت ۹۳ به عنوان مشاور در امور رسانه‌ها منصوب شد.
در پنجمین دوره انتخابات شورای اسلامی شهر تهران و ری و تجریش علی اعطا با قرار گرفتن در لیست امید (لیست اصلاح طلبان) مورد حمایت جمعی از متخصصین برجسته و چهره‌های معماری و شهرسازی و تشکل‌های حرفه‌ای و مدنی قرار گرفت.
اعطا از دهه هشتاد با روزنامه شرق همکاری می‌کند. او در حال حاضر به همراه سیدمحمدبهشتی، احمد میدری، محمد نعیمی‌پور و علی دهقان در شورای سیاستگذاری ماهنامه اهالی (ضمیمه شهری روزنامه شرق) به مدیر مسئولی مهدی رحمانیان عضویت داشته و دبیری این شورا را نیز برعهده دارد. او همچنین در دهه هشتاد و نود با شبکه سراسری فرهنگ همکاری داشته‌است.
در اوایل دهه هشتاد، علی اعطا در سمت رئیس شورای عمومی انجمن اسلامی دانشجویان دانشگاه‌های تهران و علوم پزشکی تهران و نیز، دبیر سیاسی و مسئول تشکیلات انجمن اسلامی دانشجویان دانشکده هنرهای زیبا دانشگاه تهران، فعالیت کرده‌است.
در سال ۹۴ و در دهمین دوره انتخابات مجلس شورای اسلامی علی اعطا از حوزه انتخابیه اهواز نامزد نمایندگی مجلس شد و در لیست اولیه اصلاح طلبان قرار گرفت. اما پس از قرار نگرفتن در لیست نهایی، با انتشار بیانیه‌ای در حمایت از لیست امید اهواز، از کاندیداتوری انصراف داد.

## مسئولیت‌ها در پنجمین دوره شورای اسلامی شهر تهران
علی اعطا در دوره پنجم شورای اسلامی شهر تهران، به‌عنوان عضو هیئت رئیسه و سخنگوی شورا، عضو کمیسیون شهرسازی و معماری ، عضو کمیسیون نظارت و حقوقی  فعالیت داشته است.
او رئیس کمیته معماری و طرح‌های شهری شورا ، عضو کمیسیون ماده صد قانون‌شهرداری ، عضو هیأت مؤسس خانه معمار ، عضو کمیته پیگیری و نظارت موضوع بند (ز) مصوبه شهر دوستدار کودک ، عضو کارگروه تعیین ضریب (k) در راسته‌ها و بورس‌های تجاری ، نماینده شورای اسلامی شهر تهران در کمیسیون موضوع ماده هشتم قانون نوسازی و عمران شهری  و عضو ستاد شورایاری‌ها بوده است.

## انتخاب پیروز حناچی به عنوان شهردار تهران و نقش علی اعطا
پس از کناره‌گیری محمدعلی افشانی از شهرداری تهران به دلیل قانون منع به‌کارگیری بازنشستگان، در جلسه انتخاب شهردار در روز سه‌شنبه ۲۲ آبان ۱۳۹۷ پیروز حناچی با اختلاف یک رای با عباس آخوندی به عنوان سومین شهردار شورای پنجم، پس از محمدعلی نجفی و محمدعلی افشانی، انتخاب شد.
در گزارش خبرگزاری تسنیم با عنوان «کدام عضو حزب اتحاد ملت مانع شهردار شدن آخوندی در تهران شد؟» آمده است:
«پیروز حناچی  تنها با اختلاف یک رأی نسبت به آخوندی توانست شهردار جدید پایتخت شود، در همین رابطه کانال اعتماد آن‌لاین وابسته به حزب اعتماد ملی اسامی کسانی را که در انتخابات امروز  به پیروز حناچی رأی دادند منتشر کرده است.»
در ادامه این گزارش آمده ‌است:  «به‌گفته اعتماد آن‌لاین علی اعطا سخنگوی شورای شهر و عضو فراکسیون اتحاد ملت به‌خلاف دیگر هم‌حزبی‌هایش که به عباس آخوندی رأی داده بودند، به پیروز حناچی رأی داد تا عامل اصلی انتخاب وی به‌عنوان شهردار جدید تهران شود.»
در میانه برخی انتقادها به علی اعطا در رابطه با رای به پیروز حناچی، به گزارش روزنامه شرق علی شکوری‌راد دبیرکل وقت حزب اتحاد ملت ایران اسلامی در اکانت توییتر خود نوشت: «با رأی اکثریت شورای‌ شهر‌ تهران شهردار جدید تهران انتخاب شد. انتخاب دکترحناچی نتیجه مناسب‌تری برای این مرحله بود. شورا با رأی‌آوری حناچی همگرایی و انسجام خود را بهتر حفظ خواهد کرد. به دکتر حناچی و شورا بابت این انتخاب شایسته تبریک می‌گویم و برایشان آرزوی موفقیت می‌کنم».

## آثار
کتاب روزگار برزخی معماری ما، کتابکدهٔ کسری، ۱۳۹۵ (با مقدمه سید محمد بهشتی رئیس اسبق سازمان میراث فرهنگی، صنایع دستی و گردشگری)

## دیدگاه‌ها و نظرات
در حوزه چگونگی مقابله با فساد، علی اعطا در گفتگوی تفصیلی با روزنامه شرق گفته‌است: «من برای مقابله با فساد، به اقدام در چارچوب یک‌ مدل سیاستی-عملیاتی چهاروجهی قائل هستم که در یک ضلع،اصلاح فرایندها در شهرداری، در یک ضلع توسعه شفافیت با سیاست‌گذاری شورا و عاملیت مدیریت ارشد شهرداری، در یک‌ ضلع نظارت همگانی جامعه‌محور‌ و‌ در یک ضلع نهادهای نظارتی فرادست مؤثر هستند.»
علی اعطا با طرح مفهومی با عنوان «فساد پیراسازمانی» در تشریح آن توضیح می‌دهد «در حوزهشهرسازی و معماری در پیرامون شهرداری فشار زیادی بر سازمان شهرداری برای شکل‌دادن به شبکه‌های فساد یا فعال‌کردن آنها براساس منافع مشترک وجود دارد. ذی‌نفعان آن در بیرون از شهرداری، از فساداحتمالی در حوزه شهرسازی بسیار منتفع خواهند شد. این فساد، یک فساد پیراسازمانی است.» 